# 仁济大站
仁濟大站（：／ Injedae yeok */?）是釜山－金海輕軌沿線的一座高架車站，位於韓國慶尚南道金海市三政洞，韓語副站名為「活川」。

## 車站結構
站體為2面2線側式月台的高架車站，候車月台設有月台幕門，並有2處出口。

### 月台配置
| 金海大學 ↑ |
| \| 上      |
| ↓ 金海市廳 |

| 月台 | 路線              | 目的地     |
| ---- | ----------------- | ---------- |
| 上行 | ●釜山－金海轻电铁 | 沙上方向   |
| 下行 | ●釜山－金海轻电铁 | 加耶大方向 |

## 歷史
- 2011年9月16日：落成啟用。

## 車站周邊
- 仁濟大學金海校區
- 金海消防署
- MEGA MART金海店
- 南海高速公路東金海交流道（朝鲜语：동김해 나들목）

## 相鄰車站
釜山-金海輕電鐵
●釜山－金海轻电铁
金海大學（12）－仁濟大（13）－金海市廳（14）